# Steyr (rivier)
Steyr is een rivier in de Oostenrijkse deelstaat Opper-Oostenrijk.
De rivier is ongeveer 68km lang en de bron ligt in het Totes Gebergte nabij Hinterstoder. In de stad Steyr mondt de gelijknamige rivier in de Enns.

## Zijrivieren
- Krumme Steyr
- Teichl
- Krumme Steyrling
- Steyrling